# NGC 5192
NGC 5192 é uma galáxia espiral (Sa) localizada na direcção da constelação de Virgo. Possui uma declinação de -01° 46' 44" e uma ascensão recta de 13 horas, 30 minutos e 51,7 segundos.
A galáxia NGC 5192 foi descoberta em 12 de Abril de 1864 por Albert Marth.